# Vasílios Boudoúris
Vasílios Boudoúris (grec moderne : Βασίλειος Μπουντούρης) né à Hydra en 1775 était un homme politique grec qui participa à la guerre d'indépendance grecque.
Il participa aux combats de la guerre d'indépendance grecque. Il s'installa en Eubée après l'indépendance sur les terres qu'il y avait acquises puis il termina sa vie à Athènes.
Il fut membre de l'Assemblée nationale d'Épidaure en 1822, puis de celle d'Astros l'année suivante. Il prit part à la troisième Assemblée nationale grecque (phases Épidaure en 1826 et Trézène en 1827) puis à l'Assemblée nationale d'Argos de 1829.
Il fut régulièrement élu député au parlement grec pour son île natale après l'indépendance. Après 1844, il siégea au Sénat.

## Sources
- (el) Parlement grec, Μητρώο Πληρεξουσίων, Γερουσαστών και Βουλευτών. 1822-1935, Athènes, Parlement grec,‎ 1986, 159 p. (lire en ligne) [PDF]